# Kernkraftwerk Saint-Laurent
Das Kernkraftwerk Saint-Laurent (französisch Centrale nucléaire de Saint-Laurent-des-Eaux) liegt bei der französischen Gemeinde Saint-Laurent-Nouan im Département Loir-et-Cher in der Region Centre-Val de Loire. Das Kernkraftwerk, das aus zwei Druckwasserreaktoren und zwei 1990 bzw. 1992 stillgelegten UNGG-Reaktoren besteht, liegt etwa 30 Kilometer von Orléans entfernt am linken Ufer der Loire.

## Eckdaten
Das Kraftwerk wird von Électricité de France (EDF) betrieben. Es beschäftigt etwa 670 Personen. Die Reaktorblöcke werden mit zwei Kühltürmen und dem der Loire entnommenen Wasser gekühlt.
Die zwei noch in Betrieb befindlichen Druckwasserreaktoren haben eine Nettoleistung von jeweils 915 Megawatt (MW) und eine Bruttoleistung von 956 MW. Die zwei stillgelegten UNGG-Reaktoren hatten eine Nettoleistung von 480 und 515 Megawatt (MW) und eine Bruttoleistung von 500 und 530 MW.
Die Leistung der zwei Druckwasserreaktoren beträgt zusammengerechnet 1830 MW; damit zählt es zu den kleineren  Kernkraftwerken in Frankreich. Pro Jahr speist es durchschnittlich 12 Milliarden Kilowattstunden in das öffentliche Stromnetz ein; dies entspricht etwa 75 Prozent des jährlichen Stromverbrauches der Region Centre-Val de Loire.
Baubeginn für den ersten UNGG-Reaktorblock war am 1. Oktober 1963, er ging am 24. März 1969 in Betrieb. Der zweite UNGG-Reaktorblock wurde am 9. Oktober 1971 in Betrieb genommen. Die beiden wurden 1990 beziehungsweise 1992 stillgelegt.
Mit dem Bau der beiden neueren Druckwasserreaktoren begann man 1976, sie gingen 1981 in Betrieb.
Die französische Regierung kündigte 2020 eine Verlängerung der Laufzeit um weitere 10 Jahre für alle in Betrieb befindlichen Reaktoren um weitere 10 Jahre von 40 auf 50 Jahre an. Diese wurde von der französischen Aufsicht 2021 unter Auflagen genehmigt.

Die Abschaltung von Saint-Laurent ist nun für das Jahr 2031  geplant.

## Zwischenfälle, partielle Kernschmelzen
Im Kernkraftwerk Saint-Laurent ereigneten sich in den Jahren 1969 und 1980 zwei partielle Kernschmelzen:
Am 17. Oktober 1969 trat beim Beladen des Graphitreaktors A1 eine Beschädigung des Reaktorkerns ein. Die Kühlung eines Brennelementes wurde unterbrochen, das daraufhin schmolz. Es traten 50 kg Uran aus. Nur das Gelände (le site) wurde kontaminiert; die Bevölkerung nicht informiert. 1969 wurde dieser Unfall der Stufe 4 auf der INES-Skala von der EdF als 'Zwischenfall' deklariert.
Am 13. März 1980 schmolz in dem anderen UNGG-Reaktor A2 ein Brennelement. Die Beschädigung führte zu einer Kontaminierung des Gebäudes. Der Reaktor war daraufhin für die nächsten zweieinhalb Jahre nicht verfügbar. Während der Reinigungsarbeiten wurde bemerkt, dass einige Kilogramm geschmolzenen Materials sich in einem Senkkasten abgesetzt hatten. Es wurde mit Wasser gespült und die Substanzen (darunter auch Plutonium) gelangten in die Loire. Später durchgeführte Untersuchungen der Sedimente des Flusses abwärts des Kraftwerks ergaben, dass die in den Fluss eingeleitete Menge etwa 0,3 g reinen Plutoniums entsprach. Dieser Unfall wurde von der französischen Atomaufsichtsbehörde ASN auf der Internationalen Bewertungsskala für nukleare Ereignisse (INES) mit der Stufe 4 eingestuft.

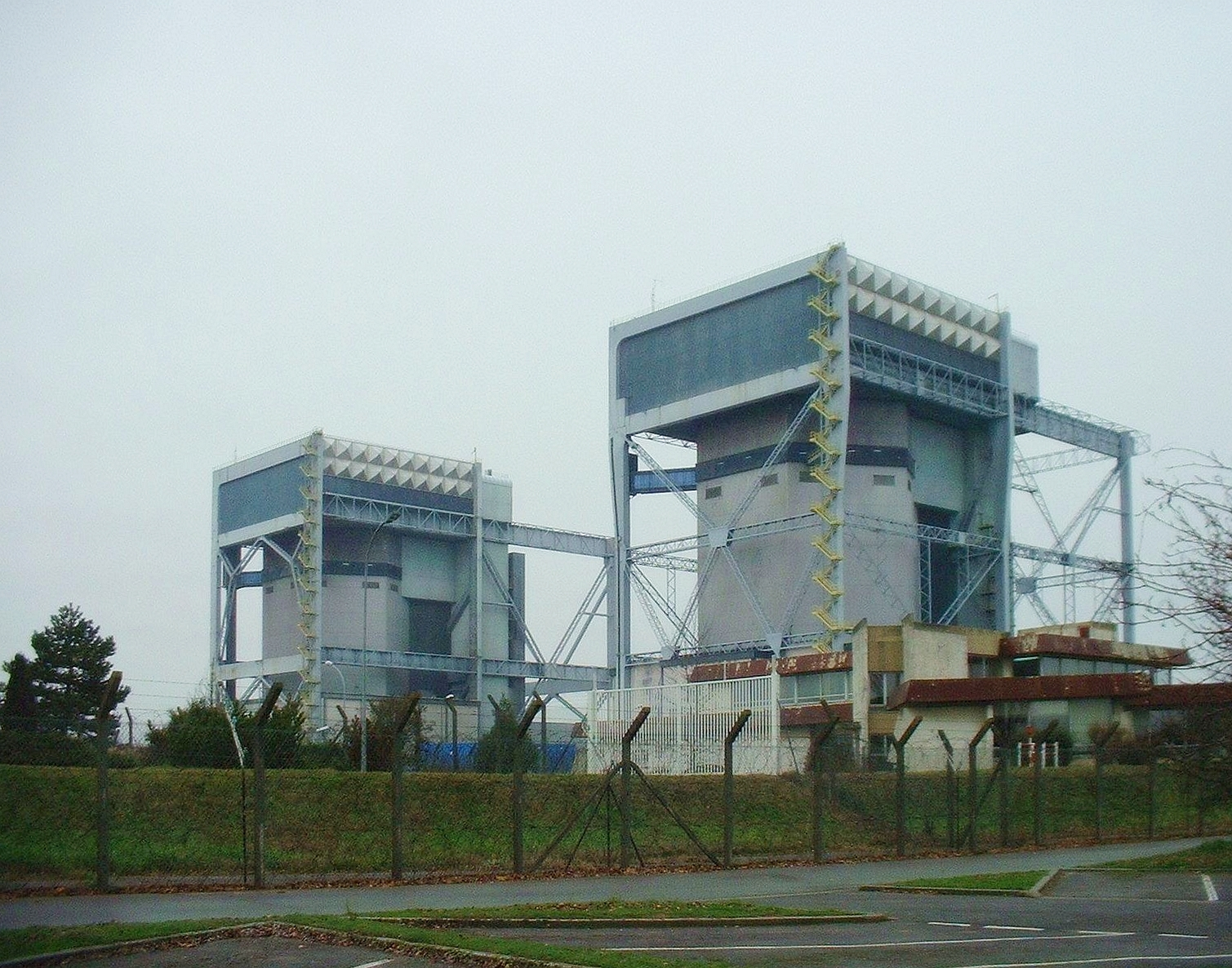
Die beiden abgeschalteten UNGG-Reaktoren
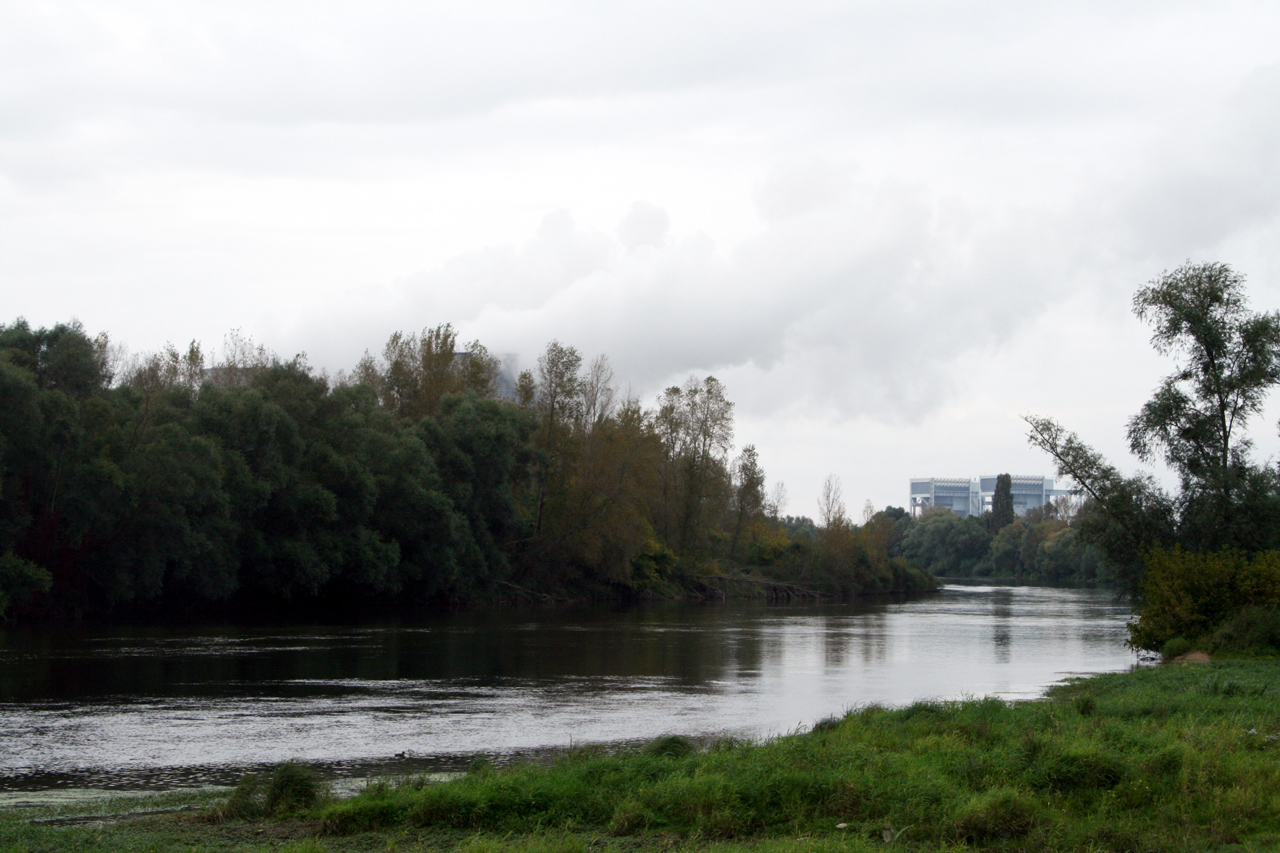
Die beiden abgeschalteten UNGG-Reaktoren
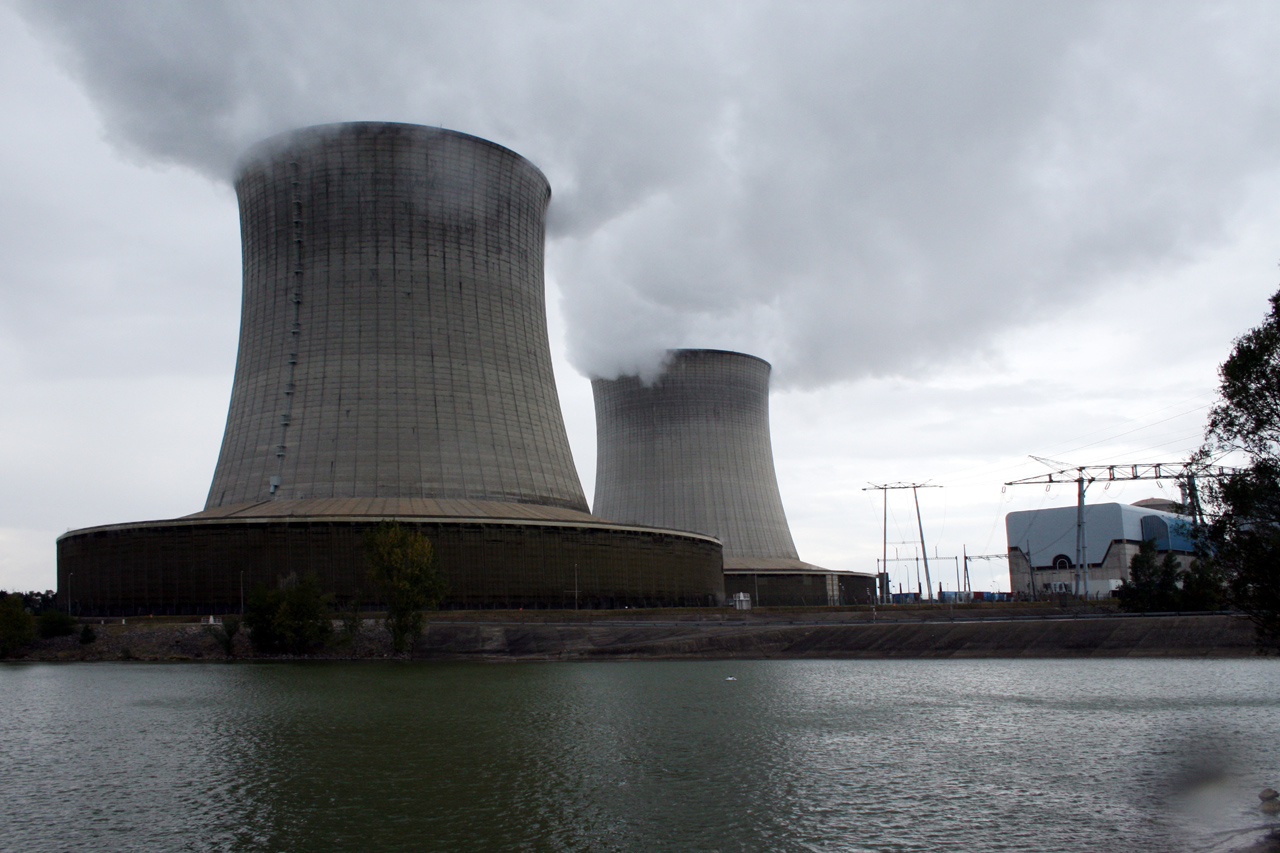
Das Kernkraftwerk
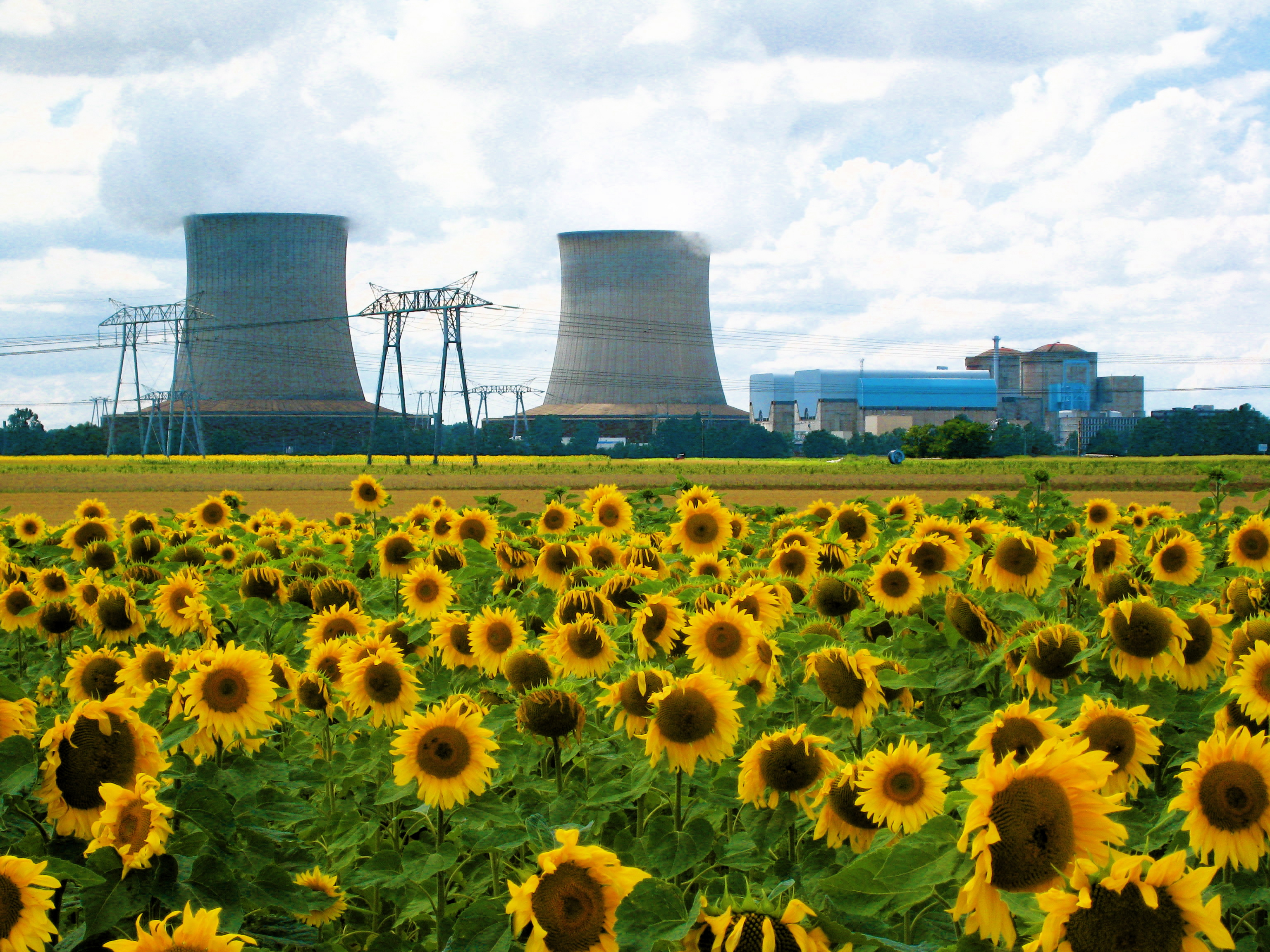
Das Kernkraftwerk

## Daten der Reaktorblöcke
Das Kernkraftwerk Saint Laurent hat insgesamt vier Blöcke:
| Reaktorblock     | Reaktortyp         | Netto- leistung | Brutto- leistung | Baubeginn  | Netzsyn- chronisation | Kommer- zieller Betrieb | Abschal- tung  |
| ---------------- | ------------------ | --------------- | ---------------- | ---------- | --------------------- | ----------------------- | -------------- |
| Saint Laurent A1 | UNGG-Reaktor       | 480 MW          | 500 MW           | 01.10.1963 | 14.03.1969            | 01.06.1969              | 18.04.1990     |
| Saint Laurent A2 | UNGG-Reaktor       | 515 MW          | 530 MW           | 01.01.1966 | 09.08.1971            | 01.11.1971              | 27.05.1992     |
| Saint Laurent B1 | Druckwasserreaktor | 915 MW          | 956 MW           | 01.05.1976 | 21.01.1981            | 01.08.1983              | (2031 geplant) |
| Saint Laurent B2 | Druckwasserreaktor | 915 MW          | 956 MW           | 01.07.1976 | 01.06.1981            | 01.08.1983              | (2031 geplant) |